# 張清芳
張清芳（1966年8月31日—），臺灣女歌手。1984年參加第一屆大學城全國大專創作歌謠大賽，獲得演唱組冠軍，並因此與其他得獎者錄製合輯。1985年10月，出版第一張個人專輯《激情過後》。
1990年，張清芳舉辦了台灣第一場大型售票演唱會「真心可以永遠」。至今共開過數十場個人大型售票演唱會，以及出版超過30張專輯，其中包含數張台語及民歌老歌專輯。
2000年後轉型成為電視與廣播節目主持人，曾入圍電視與廣播金鐘獎。

## 家庭
2005年底，張清芳與高盛證券亞洲區副總裁宋學仁結婚，淡出螢幕，并定居香港。育有兩子，其中一子Nathan就讀紐約大學Tisch藝術學院表演藝術科系。2020年6月22日，與宋學仁離婚。

## 演藝生涯

### 參賽出道與校園民歌時期
張清芳，1984年底以中國工商專科學校在學生身分參加台灣電視公司《大學城》節目，演唱包含鄭怡的〈月琴〉等歌曲獲得冠軍，與另外兩位獲獎者鄭人文、陸曉丹共同出版合輯。1985年1月，點將唱片網羅張清芳為簽約歌手，並於同年10月出版首張個人專輯《激情過後》，該專輯有30萬張唱片以上的銷售量。
1986年出版第二張個人專輯《我還年輕》，之後陸續出版《親愛的請不要說》、《尋回》、《你喜歡我的歌嗎》三張創作專輯。四張專輯的曲風皆沿襲首張專輯的校園民歌曲風，銷售量也皆有20、30萬張以上。
除了上述專輯，張清芳也於1988年9月出版《古早的歌阮來唱》系列專輯，收錄〈安平追想曲〉、〈孤女的願望〉、〈青蚵仔嫂〉、〈黃昏的故鄉〉、〈鑼聲若響〉等台語老歌，皆為新民謠風編曲。此外，張清芳也曾出版兩張民歌重唱專輯《留聲一》與《留聲三－－出塞曲》；1988年獲中華電視公司頒發「最佳女歌星獎」。

### 成熟顛峰期
進入1990年代，張清芳陸續推出《紫色的聲音》、《加州陽光》、《認真的眼睛》、《光芒》、《左右》、《紅色張清芳》、《串起每一刻十年精選》、《大雨的夜裡》、《無人熟識》、《純粹》、《花雨夜》、《哎呦喂呀》、《只是張清芳》、《全芳味15年精選》等專輯，銷售量皆在數十萬至百萬張之間。
其中1992年12月發行的《光芒》專輯，創下百萬張銷售量，獲得多個音樂獎項。專輯內〈出嫁〉、〈想你到心慌〉、〈Men's Talk〉、〈雪下得太早〉、〈簾後〉等歌曲後續相繼被林志炫、鄺美雲、葉蒨文、高勝美、任潔玲、鄭華娟、大小百合、劉美君、康思婷等歌手重唱，也曾翻唱成粵語版。
張清芳從1990至1999年七度入圍台灣金曲獎最佳國語和方言女演唱人等獎項，並於第6屆與第8屆獲得最佳國語女演唱人獎。1993年獲唱片金鼎獎最佳演唱與最佳專輯等專業音樂獎項；曾獲邀至總統府內演唱。
1990至1994年張清芳三度舉辦個人大型售票演唱會，其中1993年的「光芒耀星空」演唱會票房爆滿。而1995年於新加坡舉辦的「串起每一刻」大型售票演唱會，更是首位站上新加坡開售票個唱的台灣女歌手。足跡遍及日本、中國大陸、星馬、美加等地。1995年12月於點將唱片發行的《大雨的夜裡》獲《金曲龍虎榜》1996年度國語專輯總排行榜冠軍。
1996年，張清芳發行首張台語專輯《無人熟識》，專輯同名歌曲〈無人熟識〉，銷售50萬張。
同在1996年，張清芳赴倫敦與EMI世界總裁查理狄蒙簽約。同年12月發行加盟EMI的首張國語專輯《純粹》，張清芳以這張專輯於第8屆金曲獎第二次獲最佳國語女演唱人獎。
1997年，張清芳拍攝統一企業公益廣告「給我一分鐘－－敲響心中和平鐘」兼廣告曲〈給我一分鐘〉主唱。同年底推出《花雨夜》專輯，並舉辦全台灣九場「飛揚花雨夜」校園巡迴演唱會。《花雨夜》在2009年時報文化出版的《台灣流行音樂200最佳專輯》一書中，獲評審團特別推薦。

### 瓶頸期
1998年開始，華語唱片市場盜版逐漸猖獗，網路非法下載風氣日盛，張清芳也受此影響而在專輯銷售量有所衰退，1998年至1999年共出版了《哎呦喂呀》、《只是張清芳》、《全芳味15年精選》，銷售量跟以往相比下滑了五成之多。
1998年8月推出的《哎呦喂呀》為張清芳第二張全新創作台語專輯，獲得中華音樂人交流協會推薦，並入圍第10屆金曲獎最佳方言女歌手。
1999年8月推出《只是張清芳》，單曲〈錯不在你〉獲HitFM年度百首單曲第100名。

### 多元發展與婚後淡出期
2000年張清芳加入廣播主持界，主持飛碟電台《聽晚一點》。2025年第36屆金曲獎頒獎典禮主持《走快一點。》2001年，張清芳獲邀主持三立都會台訪談節目《封面人物》。《聽晚一點》與《封面人物》分別都曾入圍廣播金鐘獎與電視金鐘獎節目主持人獎。除了電視與廣播主持，張清芳也嘗試戲劇演出：2001年，參與偶像劇《貧窮貴公子》的演出，飾演鳥居老師。
2002年至2004年張清芳又陸續推出《等待》、《雙陳故事》、《感情生活》專輯，當中《等待》、《感情生活》與作家張曼娟合作整張專輯的文字；不僅入圍第14屆金曲獎最佳國語女演唱人、最佳作詞人、最佳作曲人及最佳編曲人獎，也入圍Channel V港台最受歡迎女歌手、新加坡金曲獎亞太最受推崇女歌手等獎項。張清芳於2003年第四度舉辦個人大型售票演唱會「雙城故事」。
2003年張清芳主持中國電視公司與超級電視台聯合製作的歌唱節目《戀戀金曲》，以及東風衛視兩個歌唱節目《周休二日》、《芳心俱樂部》。
2008年張清芳應邀擔任范逸臣「無樂不作」大型售票演唱會嘉賓。
2009年6月張清芳與羅志祥等新生代藝人應邀參加新加坡「公益獻愛心」電視募款演唱會。
2010年12月，舉行「你喜歡我的歌嗎」台灣北、中、南演唱會。
2011年12月，參與恩師陳志遠「如果有一天我不在，樹在」紀念演唱會。
2013年，參加第48屆金鐘獎頒獎典禮，受邀擔任典禮表演嘉賓。
2015年8月應邀擔任江蕙《祝福》演唱會嘉賓。
2015年12月26、27日，和2016年1月9日，分別在臺北小巨蛋、高雄市現代化綜合體育館進行個人第六度大型巡迴售票演唱會、出道30週年「芳華盛宴」演唱會。
2016年1月30日，在新加坡室內體育館進行「芳華盛宴」演唱會新加坡場。
2021年，獲第58屆金馬獎邀請擔任表演嘉賓，演唱潘越雲經典歌曲《最愛》。
2023年6月10、11日，和2024年3月2日，分別在臺北小巨蛋、高雄市現代化綜合體育館進行睽違8年個人大型巡迴《TimeLESS》演唱會。
2024年7月15日，中國大陸節目《我們的歌》官宣张清芳加盟首发阵容。

## 爭議

### 酒後頒獎惹議
2016年，張清芳擔任第27屆金曲獎典禮最佳國語專輯獎頒獎人，主持人黃子佼稱張清芳渾身酒味，張清芳則說「我一定要喝酒才會high」。張清芳首先說宋學仁的朋友們預測張惠妹、蔡健雅得獎呼聲最高，並說吳青峰「聲音又像男生又像女生，全世界最潮流的聲音就是你們這種聲音」，又稱該屆新人獎入圍者熊仔為「那個胖子」，惹出爭議。
張清芳事後受訪表示自己「沒有喝醉」，而且在台上被黃子佼虧滿身酒氣其實是設定好的哏。
同年8月31日張清芳50歲生日當天，發行30週年演唱會「芳華盛宴」DVD，下午在台北舉辦發行記者會，現場熊仔捧著花驚喜登台，張清芳看到熊仔笑喊「就是你！你為什麼不胖一點」，坦言因名字，直覺胖胖的，向熊仔表示「對不起啊，我不好意思，我太粗心了」，熊仔連忙回沒有，並祝「芳姊生日快樂」。

### 被批不尊重得獎人
2025年，張清芳擔任第36屆金曲獎典禮最佳華語專輯獎頒獎人時，對得獎人呂士軒表示「走快一點，時間很晚了」，同時以手勢催促，呂士軒因而小跑步上臺。此舉被輿論認為不尊重得獎人而惹議。
事後，呂士軒親自在社群平台發文，他指出其實專輯中的〈逆水逆〉與張清芳有一段故事，「當初寫歌時，少主（指落日飛車的黃浩庭）在亂哼歌突然唱出〈無人識熟〉的這句『燒酒一杯兩杯三杯，當作是笑虧』。我從小就聽成『笑杯』，所以在寫歌的時候，這變成了我重要的靈感。所以我寫下了『一杯、兩杯、三杯是笑杯』，人會不斷地向上天乞求一個自己想要達到的結果，或許有時候你越想要，反而不一定能得到。」文章最後他也提到，「清芳姐是嘻哈圈的明牌，有她在，嘻哈都會得獎」。

## 演出作品

### 電視劇
| 年份   | 頻道   | 劇名                     | 角色     |
| ------ | ------ | ------------------------ | -------- |
| 1997年 | TVBS-G | 《張清芳的音樂愛情故事》 |          |
| 2001年 | 華視   | 《貧窮貴公子》           | 鳥居老師 |

## 主持作品

### 電視節目
| 年份                         | 頻道       | 節目名           |
| ---------------------------- | ---------- | ---------------- |
| 2001年                       | 三立都會台 | 《封面人物》     |
|                              | 東風衛視   | 《金曲系列報導》 |
|                              | 東風衛視   | 《芳心俱樂部》   |
|                              | 東風衛視   | 《周休二日》     |
| 2003年5月3日～2003年10月19日 | 超視、中視 | 《戀戀金曲》     |

### 廣播電台
| 年份 | 頻道     | 節目名       |
| ---- | -------- | ------------ |
|      | 飛碟電台 | 《聽晚一點》 |

## 出版作品

### 著作
| 年份   | 書名           | 出版社     | ISBN            |
| ------ | -------------- | ---------- | --------------- |
| 1994年 | 《紅色張清芳》 | 圓神出版社 | ISBN 9576071577 |

## 演唱會
| 日期                                                     | 國家／地區   | 城市         | 場館                   |
| 真心可以永遠                                             | 真心可以永遠 | 真心可以永遠 | 真心可以永遠           |
| -------------------------------------------------------- | ------------ | ------------ | ---------------------- |
| 1990年8月25日                                            | 臺灣         | 台北         | 台北體專體育館         |
| 注：台灣史上第一場大型售票演唱會，其票房所得全數捐入公益 |              |              |                        |
| 光芒耀星空                                               |              |              |                        |
| 1993年1月16日                                            | 臺灣         | 台北         | 台北市立體育場         |
| 1993年1月20日                                            | 臺灣         | 高雄         | 高雄市立中山體育場     |
| 串起每一刻                                               |              |              |                        |
| 1994年12月31日                                           | 臺灣         | 高雄         | 高雄市立中山體育場     |
| 1995年1月21日                                            | 臺灣         | 台北         | 台北市立體育場         |
| 1995年6月24日                                            | 新加坡       | 新加坡       | HarbourFront Centre    |
| 雙城故事·光陰                                            |              |              |                        |
| 2003年1月9日                                             | 臺灣         | 台北         | 台北國際會議中心       |
| 2003年1月10日                                            | 臺灣         | 台北         | 台北國際會議中心       |
| 你喜歡我的歌嗎                                           |              |              |                        |
| 2010年12月11日                                           | 臺灣         | 台北         | 台北小巨蛋             |
| 2010年12月12日                                           | 臺灣         | 台北         | 台北小巨蛋             |
| 2010年12月18日                                           | 臺灣         | 高雄         | 高雄巨蛋               |
| 2010年12月19日                                           | 臺灣         | 台中         | 圓滿戶外劇場           |
| 芳華盛宴                                                 |              |              |                        |
| 2015年12月26日                                           | 臺灣         | 台北         | 台北小巨蛋             |
| 2015年12月27日                                           | 臺灣         | 台北         | 台北小巨蛋             |
| 2016年1月9日                                             | 臺灣         | 高雄         | 高雄巨蛋               |
| 2016年1月30日                                            | 新加坡       | 新加坡       | 新加坡室內體育館       |
| TimeLESS                                                 |              |              |                        |
| 2023年6月10日                                            | 臺灣         | 台北         | 台北小巨蛋             |
| 2023年6月11日                                            | 臺灣         | 台北         | 台北小巨蛋             |
| 2024年3月2日                                             | 臺灣         | 高雄         | 高雄巨蛋               |
| 2024年8月10日                                            | 新加坡       | 新加坡       | 星宇表演艺术中心       |
| 2024年9月28日                                            | 中国         | 上海市       | 交通銀行前灘31演藝中心 |
| 2024年10月19日                                           | 臺灣         | 台北         | 台北小巨蛋             |

## 音樂作品

### 正規專輯
| 年份           | 專輯名稱           | 唱片公司 | 曲目 |
| -------------- | ------------------ | -------- | --- |
| 1985年10月     | 《激情過後》       | 點將唱片 | 曲目 1. 激情過後 2. 如果我能 3. 這些日子以來 4. 不能不看你 5. 想你在雨季 6. 這世界 7. 愛你的心 8. 青蘋果 9. 不願意 10. 激情過後（Music） 11. 不醉不歸（海外版加收歌曲） 12. 牽情（海外版加收歌曲） 13. 愛的無花果（海外版加收歌曲） |
| 1986年7月      | 《我還年輕》       | 點將唱片 | 曲目 1. 我還年輕 2. 昨日夢已遠 3. 等待 4. 只是這樣 5. 多年的基礎 6. 走時請關窗 7. 別輕易墜入情網 8. 情在不言中 9. 寧靜的心 |
| 1987年11月     | 《親愛的請不要說》 | 點將唱片 | 曲目 1. 親愛的 請不要說 2. 就要走了 3. 發生了什麼事情 4. 其實你我一樣孤獨 5. 讓我明白愛我 6. 如何知道這是錯 7. 再一次 8. 心的那一個角落 9. 雨中的女孩 10. 窗前的心                                                                  |
| 1988年6月      | 《尋回》           | 點將唱片 | 曲目 1. 尋回 2. 飛揚的夢 3. 難道你不說一聲再見 4. 遊戲 5. 今天是不是又要開始想你 6. 告一個段落 7. 我的愛 8. 眼前的玫瑰 9. 淚滴 10. 我身邊還有你                                                                                     |
| 1989年4月      | 《你喜歡我的歌嗎》 | 點將唱片 | 曲目 1. 你喜歡我的歌嗎 2. 警戒 3. 這是唱給你的歌 4. 無法忘記 5. 印記 6. 邀歌 7. 愛情玩家 8. 故事遠去 9. 劃過天際 10. 愛你的我 |
| 1990年6月      | 《紫色的聲音》     | 點將唱片 | 曲目 1. 不想你也難 2. 因為你的緣故 3. 我不要藕斷絲連 4. 總以為錯的是你 5. 真心可以永遠 6. 天天年輕 7. 在柔情與眼淚後 8. 不對等的愛 9. 不管別人的路 10. 隔夜的心                                                                     |
| 1991年3月9日   | 《加州陽光》       | 點將唱片 | 曲目 1. 迫不及待 2. 加州陽光 3. 舊愛難了 4. 今年流行說再見 5. 直覺 6. 天秤兩端的心 7. 愛一個人請小心 8. 不安定的雲 9. 相信夢想 10. 找誰談心                                                                                         |
| 1992年4月      | 《認真的眼睛》     | 點將唱片 | 曲目 1. 認真的眼睛 2. 愛情是問也是不問 3. 讓我們相愛 4. 愛情戰火 5. 愛真有點壞 6. 嘿!Mike待會你怎麼回去 7. Wake Up Young 8. 早點回家 9. 雨天我們不說話 10. 一念之間                                                                 |
| 1992年12月11日 | 《光芒》           | 點將唱片 | 曲目 1. 出嫁 2. 想你到心慌 3. Men's Talk 4. 手上的幸福 5. 雪下的太早 6. 簾後 7. 傷心留言 8. 是否愛得太重 9. Now 10. 溫柔的奇蹟 |
| 1993年12月     | 《左右》           | 點將唱片 | 曲目 1. 舉棋不定 2. Will You Marry Me 3. 讓我們talk 4. 你說謊的樣子 5. 藍玲子 6. 說什麼恨不相逢 7. 為愛落淚 8. 黑夜不是今天開始有 9. 慢慢說還來得及 10. 被愛左右                                                                    |
| 1994年8月23日  | 《紅色》           | 點將唱片 | 曲目 1. 燃燒一瞬間 2. 第一任情人 3. 花季 4. 就怕天亮 5. 是我心甘情願 6. 愛得很小心 7. 不愛無罪 8. 因為我不容易哭 9. 倆人之間 10. 1001次吵架                                                                                         |
| 1995年12月15日 | 《大雨的夜裡》     | 點將唱片 | 曲目 1. 週末的夜我不哭 2. 大雨的夜裏 3. 再追一次 4. 你還愛我嗎 5. BUT WHO KNOWS 6. 漩渦 7. 不安 8. 沒有愛的男人 9. 溫度 10. 你睡了嗎                                                                                                |
| 1996年7月      | 《無人熟識》       | 點將唱片 | 曲目 1. 無人熟識 2. 他們的愛情 3. 偷走你的心 4. 惜惜我的心肝 5. 深深愛著你 6. 好好照顧你自己 7. 這甘是戀愛 8. 貪戀 9. 猶原有夢 10. 愛甲半休死                                                                                       |
| 1996年12月     | 《純粹》           | 科藝百代 | 曲目 1. 純粹 2. 別來無恙 3. 擺開煩惱 4. 試探 5. 管你是誰 6. 我的選擇不會錯 7. 及時覺醒 8. 黏你 9. 人去樓空 10. 該不該我明白 |
| 1997年12月     | 《花雨夜》         | 科藝百代 | 曲目 1. 花雨夜 2. 女人緣 3. 不愛最大 4. 我說不出來 5. 後來 6. 永遠的微笑 7. 不敢講 8. 解圍 9. 化妝品 10. 仰望 |
| 1998年8月      | 《哎呦喂呀》       | 科藝百代 | 曲目 1. 心影 2. 哎呦喂呀 3. 是按怎 4. 歡喜來相會 5. 鐵齒的人 6. 愛情研究院 7. 攏是為著愛 8. 心內有數 9. 愛阮啥原因 10. 涉谷的空 11. 頭一擺                                                                                          |
| 1999年8月      | 《只是張清芳》     | 科藝百代 | 曲目 1. 選擇結束 2. 只是個孩子 3. 錯不在你 4. 冰塊 5. 讓愛決定 6. 猜火車 7. 溫柔是一種膽量 8. 如果可以 9. 你曾如此愛我 10. 忽然 11. 為難自己 12. 走                                                                                 |
| 2002年1月      | 《等待》           | 豐華唱片 | 曲目 1. 蘭花小館，12點見 2. 深邃與甜蜜 3. 真愛尺碼 4. 把自己敲醒 5. 瓦上的舞蹈 6. 景氣太差 7. 看花火 8. 呼喊快樂 9. 我帶你回家 10. 你喜歡現在的我嗎                                                                                 |
| 2004年1月      | 《感情生活》       | 豐華唱片 | 曲目 1. 飛往你的城 2. 女人的明信片 3. 你手中的清水燒 4. 對話練習 5. 戀人的保存期限 6. 絕情書（我決定不再愛你） 7. 一個人的遊蕩 8. 秋日地鐵 9. 冰箱留言版 10. 月光魚                                                                 |

### 翻唱專輯
| 年份       | 專輯名稱                | 唱片公司 | 曲目 |
| ---------- | ----------------------- | -------- | --- |
| 1988年9月  | 《古早的歌阮來唱（1）》 | 點將唱片 | 曲目 1. 安平追想曲 2. 舊情綿綿 3. 青蚵仔嫂 4. 秋風夜雨 5. 水車姑娘 6. 落大雨彼一日 7. 月娘半屏圓 8. 孤女的願望 9. 心酸酸 10. 童年組曲（一） 11. 快樂的出帆 |
| 1989年9月  | 《古早的歌阮來唱（2）》 | 點將唱片 | 曲目 1. 鑼聲若響 2. 阮不知啦 3. 送君情淚 4. 難忘的鳳凰橋 5. 補破網 6. 總是我不對 7. 望你早歸 8. 夜半路燈 9. 相思海 10. 最後的火車站 11. 童年組曲（二） 12. 祖母的話 |
| 1989年10月 | 《留聲（1）曠野寄情》   | 點將唱片 | 曲目 1. 曠野寄情 2. 小木船 3. 抉擇 4. 捉泥鰍 5. 鄉間的小路 6. 再別康橋 7. 怎麼能 8. 風告訴我 9. 思念總在分手後 10. 拜訪春天 |
| 1990年1月  | 《留聲（2）待嫁女兒心》 | 點將唱片 | 曲目 1. 願嫁漢家郎 2. 待嫁女兒心 3. 明月千里寄相思 4. 未識綺羅香 5. 家家有本難念的經 6. 大清早 7. 寂寞 8. 意難忘 9. 明日天涯 10. 初戀 11. 明日之歌 |
| 1990年12月 | 《古早的歌阮來唱（3）》 | 點將唱片 | 曲目 1. 八十年代美麗的哀愁 2. 苦戀歌 3. 港都夜雨 4. 離別月台票 5. 孤戀花 6. 遊夜街 7. 緣頭囝仔 8. 港邊惜別 9. 懷念的播音員 10. 再見南國 11. 黃昏的故鄉 12. 八十年代美麗的哀愁 (演奏曲) |
| 1991年12月 | 《留聲（3）出塞曲》     | 點將唱片 | 曲目 1. 出塞曲 2. 偶然 3. 花戒指 4. 你的眼神 5. 靈感 6. 月琴 7. 歡顏 8. 讓我們看雲去 9. 惜別 10. 風兒輕輕吹 |
| 2002年12月 | 《雙陳故事》            | 豐華唱片 | 曲目 CD1： 1. 日安我的愛 2. 最後一夜 3. 多情會有問題 4. 慢慢地 5. 橘子紅了 6. 翩翩飛起 7. 留不住的故事 8. 一天到晚遊泳的魚 9. 電話 10. 時間的滋味 11. 夏的季節 12. 走在陽光裡＋如果能夠 13. 快樂天堂 14. 親愛的小孩 15. 放我的真心在你的手心 16. 台北的天空 17. 明天還愛我嗎 18. 愛上一個不回家的人 19. 天天想你 20. 有情人總被無情傷 |

### 精選專輯
| 年份       | 專輯名稱                                | 唱片公司 | 曲目 |
| ---------- | --------------------------------------- | -------- | --- |
| 1986年     | 《張清芳精選集》                        | 點將唱片 | 曲目 1. 激情過後 2. 這些日子以來 3. 這世界 4. 昨日夢已遠 5. 我還年輕 6. 走時請關窗 7. 多年的基礎 8. 如果我能 9. 想你在雨季 10. 不能不看你 11. 青蘋果 12. 等待 13. 只是這樣 14. 愛你的心 |
| 1987年     | 《張清芳精選集II》                      | 點將唱片 | 曲目 1. 親愛的請不要說 2. 如何知道這是錯 3. 就要走了 4. 發生了什麼事情 5. 心的那個角落 6. 其實你我一樣孤獨 7. 別輕易墜入情網 8. 情在不言中 9. 不願意 10. 再一次 11. 讓我明白愛我 12. 窗前的心 13. 雨中的女孩 14. 寧靜的心 |
| 1994年12月 | 《十年精選（1）》                       | 點將唱片 | 曲目 CD1： 1. 串起每一刻 2. 不想你也難 3. 我還年輕 4. 舉棋不定 5. 雪下的太早 6. 這世界 7. 出嫁 8. 想你想到心慌 9. 加州陽光 10. 尋回 11. Will You Marry Me 12. 舊愛難了 CD2： 1. 燃燒一瞬間 2. 激情過後 3. 天天年輕 4. 迫不及待 5. 藍玲子 6. 你喜歡我的歌嗎 7. Men's Talk 8. 這些日子以來 9. 認真的眼睛 10. 為愛落淚 11. 親愛的請不要說 12. 簾後                                           |
| 1998年     | 《芳心四射》                            | 科藝百代 | 曲目 1. 芳心四射 2. 哎呦喂呀 3. 花雨夜 4. 無人熟識 5. MEN'S TALK 6. 串起每一刻 7. 燃燒一瞬間 8. 舉棋不定 9. 女人緣 10. 大雨的夜裏 11. 想你想到心慌 12. 出嫁 13. 為愛落淚 14. Will you marry me ? 15. 他們的愛情 16. 純粹 17. 別來無恙 18. 週末的夜我不哭 19. 出塞曲 |
| 1999年11月 | 《全芳味15年精選》                      | 科藝百代 | 曲目 CD1： 1. Man's Talk (Remix) 2. 大雨的夜裡 (Remix) 3. 為愛落淚 4. 加州陽光 5. 不想你也難 6. 出嫁 7. 認真的眼睛 8. 激情過後 9. 燃燒一瞬間 10. 無人熟識 CD2： 1. 花雨夜 2. 別來無恙 3. 錯不在你 4. 女人緣 5. 選擇結束 6. 純粹 7. 只是個孩子 8. 永遠的微笑 9. 哎呦喂呀 10. 心影 |
| 2001年4月  | 《張清芳的好歌集AV1610》                | 豐華唱片 | 曲目 1. 你喜歡我的歌嗎 2. 天天年輕 3. 不想你也難 4. 迫不及待 5. 加州陽光 6. 舊愛難了 7. 認真的眼睛 8. 愛情是問也是不問 9. 想你到心慌 10. 雪下得太早 11. Men's talk 12. 燃燒一瞬間 13. 大雨的夜裏 14. 純粹 15. 花雨夜 16. 錯不在你 |
| 2004年2月  | 《2張皇牌》（張惠妹+張清芳‧新馬限定）   | 豐華唱片 | 曲目 1. 深邃與甜蜜 2. 真愛尺碼 3. 戀人的保存期限 4. 對話練習 5. 夏的季節 6. 走在陽光裏，如果能夠 7. 快樂天堂 8. 放我的真心在你的手心 9. 天天想你 10. 親愛的小孩 11. 日安我的愛 12. 最後一夜 13. 翩翩飛起 14. 留不住的故事 15. 一天到晚游泳的魚 16. 多情會有問題 |
| 2010年12月 | 《張清芳 25th 那些你最喜歡的歌》        | 豐華唱片 | 曲目 1. 我還年輕(Young 版) 2. 激情過後(淬煉版) 3. 燃燒一瞬間 4. 大雨的夜裡 5. 月琴 6. 拜訪春天 7. 無人熟識 8. 你手中的清水燒 9. 永遠的微笑 10. 不想你也難 11. 舉棋不定 12. 他們的愛情 13. 你喜歡現在的我嗎？ 14. 出嫁 15. Men's Talk 16. 認真的眼睛 17. 花雨夜 18. 別來無恙 19. 想你到心慌 20. 加州陽光 21. 天天年輕 22. 出塞曲 23. 女人緣 24. 深邃與甜蜜 25. 迫不及待 26. 你喜歡我的歌嗎 |
| 2024年     | 《經典40．不敗精選》(8張經典CD再度發行) | 環球唱片 | 曲目 |

### 實況影音專輯
| 年份   | 專輯名稱                     | 唱片公司 | 曲目 |
| ------ | ---------------------------- | -------- | --- |
| 2003年 | 《雙陳故事-光陰演唱會》(DVD) | 豐華唱片 | 曲目 1. 開場引言 (卜學亮) 2. 快樂天堂 3. 放我的真心在你的手心 4. 留不住的故事 5. 親愛的小孩 (張清芳+蘇芮 演唱) 6. 跟著感覺走 (蘇芮 演唱) 7. 最後一夜 8. 愛上一個不回家的人 9. 橘子紅了 10. 日安我的愛（張清芳+范逸臣 演唱） 11. 是否我真的一無所有（范逸臣 演唱） 12. 猜一猜 13. 多情會有問題 14. 走在陽光裡 15. 什麼都不必說 16. 擁抱 17. 天天想你 18. 一天到晚游泳的魚 19. 翩翩飛起 20. 台北的天空 21. 深邃與甜蜜 22. 時間的滋味 23. 記得我們有約                |
| 2016年 | 《芳華盛宴演唱會》(DVD)      | 豐華唱片 | 曲目 DVD1 1. 你喜歡我的歌嗎 2. 串起每一刻 3. 無人熟識 4. 天天年輕 5. 加州陽光 6. Men’s talk 7. 激情過後 8. 經典組曲：昨日夢已遠＋走時請關窗＋錯不在你＋舊愛難了 9. 出嫁 10. 我還年輕 11. 民歌組曲：偶然＋風告訴我＋捉泥鰍＋小木船＋月琴 12. 90 組曲：情難枕＋我是不是你最疼愛的人＋問＋猜心＋最浪漫的事 DVD2 1. 花雨夜 2. 純粹 3. 為愛落淚 4. 女人緣 5. 不想你也難 6. 燃燒一瞬間 7. 認真的眼睛 8. 大雨的夜裡 9. Bonus track 盛宴之後 - 張清芳的每一面 幕後密訪     |
| 2016年 | 《芳華盛宴演唱會》(BD藍光)   | 豐華唱片 | 曲目 DVD1 1. 你喜歡我的歌嗎 2. 串起每一刻 3. 無人熟識 4. 天天年輕 5. 加州陽光 6. Men’s talk 7. 激情過後 8. 經典組曲：昨日夢已遠＋走時請關窗＋錯不在你＋舊愛難了 9. 出嫁 10. 我還年輕 11. 民歌組曲：偶然＋風告訴我＋捉泥鰍＋小木船＋月琴 12. 90 組曲：情難枕＋我是不是你最疼愛的人＋問＋猜心＋最浪漫的事 13. 花雨夜 14. 純粹 15. 為愛落淚 16. 女人緣 17. 不想你也難 18. 燃燒一瞬間 19. 認真的眼睛 20. 大雨的夜裡 21. Bonus track 盛宴之後 - 張清芳的每一面 幕後密訪 |
| 2024年 | 《TimeLESS演唱會》(BD藍光)   | 環球音樂 | 曲目 1. 我還年輕 2. 激情過後 3. 親愛的請不要說 4. 串起每一刻 5. MEN’S TALK 6. 加州陽光 7. 無人熟識 8. 你喜歡我的歌嗎 9. 你喜歡現在的我嗎 10. 歡顏 11. 月琴 12. 舉棋不定 13. 尋回 14. 天天年輕 15. 水深之處 16. 藍玲子 17. 出嫁 18. 花雨夜 19. 簾後 20. 女人緣 21. 你手中的清水燒 22. 大雨的夜裡 23. 認真的眼睛 24. 為愛落淚 25. 深邃與甜蜜 26. 想你到心慌 27. 不想你也難 28. 燃燒一瞬間                                                                            |

### 合輯歌曲
| 歌曲             | 備註                                                  |
| 能不能           | 《全國大專創作歌謠比賽優勝紀念專輯(金韻獎創新系列2)》 |
| 曾經擁有過       | 《全國大專創作歌謠比賽優勝紀念專輯(金韻獎創新系列2)》 |
| 也許不再有       | 《第二屆大學城全國大專創作歌謠紀念專輯》              |
| 也許有著那麼一天 | 《鄭人文 陸曉丹 張清芳 合輯》                         |
| 慕               | 《鄭人文 陸曉丹 張清芳 合輯》                         |
| 是誰留下寂寞     | 《鄭人文 陸曉丹 張清芳 合輯》                         |
| 讓我最後一次想你 | 《鄭人文 陸曉丹 張清芳 合輯》                         |
| 用盡一生的愛     | 楊明煌紀念專輯《一生的愛》，合唱                      |
| 有一道彩虹       | 《雨生歡禧城》，合唱                                  |
| 眼睛裡的湖水     | 《雨生歡禧城》                                        |

### 公益歌曲
| 歌曲             | 備註                                                           |
| 給我一分鐘       | 公益歌曲                                                       |
| 手牽手           | SARS公益歌曲，合唱                                             |
| 明天會更好       | 合唱                                                           |
| 台灣一定會平安   | 三立電視台SARS公益歌曲，合唱                                   |
| 恭喜大家萬事如意 | 星馬地區發行之新年歌曲，原曲為楊耀東的「天下的媽媽都是一樣的」 |
| 新年多開心       | 星馬地區發行之新年歌曲，原曲為娃娃的「開心女孩」               |
| 拜年             | 星馬地區發行之新年歌曲                                         |

### 其他歌手專輯歌曲
| 歌曲           | 備註                                                       |
| 在愛你的路上   | 優客李林《少年遊》                                         |
| 是愛人還是朋友 | 曹俊鴻《水晶音樂（一）》                                   |
| 親愛的小孩     | 《蘇芮20年特別選》，張清芳雙城故事演唱會版蘇芮與張清芳演唱 |

### 原聲帶歌曲
| 歌曲                     | 備註                           |
| 你說好 我說好            | 《星願電視原聲帶》             |
| 淡淡的愛 (又名 淡淡的憂) | 《》主題曲                     |
| 愛有誰能說得清           | 大陸電視劇《愛你沒商量》片尾曲 |

### 單曲
| 歌曲         | 備註                                                |
| 無價至寶     | 歲末感恩單曲。《TimeLESS》花見特別安可場演唱會 2024 |
| 這些日子以來 | feat.劉若英。《TimeLESS》演唱會 2023                |
| 水深之處     | 歲末感恩單曲。《TimeLESS》演唱會 2023               |
| 續集         | 姚若龍/詞 陳小霞/曲                                 |

## 獎項

### 金鐘獎
| 年份   | 作品         | 獎項                                  | 結果 |
| ------ | ------------ | ------------------------------------- | ---- |
| 2003年 | 《封面人物》 | 第38屆金鐘獎-最佳娛樂綜藝節目主持人獎 | 提名 |

### 廣播金鐘獎
| 年份   | 作品         | 獎項                          | 結果 |
| ------ | ------------ | ----------------------------- | ---- |
| 2003年 | 《聽晚一點》 | 第38屆金鐘獎-綜藝節目主持人獎 | 提名 |

### 金曲獎
| 年份   | 作品           | 獎項                                             | 結果 |
| ------ | -------------- | ------------------------------------------------ | ---- |
| 1990年 | 《曠野寄情》   | 第1屆金曲獎-最佳女演唱人獎 ※首屆典禮採現場評分制 | 提名 |
| 1990年 | 《紫色的聲音》 | 第2屆金曲獎-最佳女演唱人獎                       | 提名 |
| 1993年 | 出嫁           | 第5屆金曲獎-最佳年度歌曲獎                       | 提名 |
| 1993年 | 《光芒》       | 第5屆金曲獎-最佳國語歌曲女演唱人獎               | 提名 |
| 1994年 | 《左右》       | 第6屆金曲獎-最佳國語歌曲女演唱人獎               | 獲獎 |
| 1994年 | 《左右》       | 第6屆金曲獎-最佳演唱專輯獎                       | 獲獎 |
| 1996年 | 《大雨的夜裡》 | 第7屆金曲獎-最佳國語歌曲女演唱人獎               | 提名 |
| 1997年 | 《純粹》       | 第8屆金曲獎-最佳國語女演唱人獎                   | 獲獎 |
| 1999年 | 《哎哟喂呀》   | 第10屆金曲獎-最佳台語女演唱人獎                  | 提名 |
| 2003年 | 《等待》       | 第14屆金曲獎-最佳國語女演唱人獎                  | 提名 |

### 金鼎獎
| 年份   | 作品     | 獎項       | 結果 |
| ------ | -------- | ---------- | ---- |
| 1993年 | 《光芒》 | 最佳專輯獎 | 獲獎 |
| 1993年 | 《光芒》 | 最佳演唱獎 | 獲獎 |

## 外部連結
- 張清芳的Facebook專頁
- 張清芳的Instagram帳戶
- 張清芳在互联网电影资料库（IMDb）上的資料（英文）